# つくばエクスプレス総合基地
つくばエクスプレス総合基地（つくばエクスプレスそうごうきち）は、茨城県守谷市松並とつくばみらい市筒戸にまたがる（所在地はつくばみらい市）、首都圏新都市鉄道の車両基地。略称は「TX総合基地」。

## 概要
首都圏新都市鉄道つくばエクスプレス守谷駅北側にある、同線の車両基地で、2005年の同線開業とともに開所した。総面積は、189,779.19 m2。TX-1000系14編成84両とTX-2000系23編成138両（2012年4月現在）の検査・修繕を行う基地であり、法定検車・車体清掃及び運転士の乗務員養成所も、当総合基地内に設置されている。
総合基地を守谷駅付近に設置したのは、守谷駅が直流電化区間（秋葉原駅 - 守谷駅間）と交流電化区間（守谷駅 - つくば駅間）の境界に当たるためである（実際の電化方式の境界であるデッドセクションは、守谷駅 - みらい平駅間にある）。つくばエクスプレスで使用されている車両のうち、TX-1000系が直流専用、TX-2000系及びTX-3000系が交流直流両用であり、守谷駅以南であればそれらの両方が直接乗り入れ可能であるため、無理なく法定検車が可能になる。守谷駅よりも東京寄りでは宅地開発が進んでいてまとまった土地を確保することが難しく、一方、みらい平駅よりもつくば寄りでは交流電化区間に入ってしまい、直流専用のTX-1000系を回送するのに専用軌道車が必要となってしまうため、当地が選定された。
当車両基地では各種検査として、列車検査、月検査、重要部検査、全般検査のほか、車両清掃、車輪転削、臨時修繕などが実施されている。車両基地構内は自動運転には対応しておらず、手動運転を行っている。
構内には京成車両工業くぬぎ山事業所守谷出張所およびJR東日本テクノロジー大宮支店守谷車両センターが事業所を構えており、協力会社として両社に検修業務の一部を委託している。

## 構内
入出庫線が2線あり、構内引上線が1本ある。西側に総合管理所がある。構内は南側から
- 保守基地線（保線機械置場）が4線、材料置場
- 留置45 - 47番線（TX-3000系導入に合わせて2019年新設[2][6]）
- 留置1 - 7番線
- 留置8 - 15番線
- 留置16 - 20番線
- 留置21→41番線（手前→奥側。1線に2編成留置可能[2]）
- 留置22→42番線（手前→奥側。1線に2編成留置可能[2]）
- 機械洗浄線（車両洗浄装置、薬剤散布用と水洗い用に分かれている）→23・24番線（洗浄1・2番線） - 手洗浄作業台設置
- 25番線（臨修線） - 3両長の臨修庫があり、庫内は台車抜取装置によって台車・主電動機の修繕が可能[2]。
- 26番線（月検線） - 26から28番線は検車庫内[5]。26番線（月検査線）のみ直流1,500Vに加えて交流20,000V,50Hzが加圧できる[5]。このほか、工場A線（51番線、整備線）も同様に交流が加圧できる[5]。
- 27番線（列検1番線）・28番線（列検2番線）
- 29番線（転削線） - 車輪転削庫があり、車輪踏面の削正を行う[5][2]。
- 30番線（授受線）→31番線（気吹線） - シート格納庫と床下洗浄庫があり、座席シートの清掃と床下に付着した塵埃を圧縮空気（高圧空気）により気吹（きぶき）清掃を行なう[5]。
- 工場A線（51番線、整備線）、工場B線（52番線、入出場1線）、工場C線（53番線、入出場2線）
  - 31番線から折り返して、車両工場（工場棟）と車体更新場に繋がる[5]。

### 入出庫線複線化
総合基地から守谷駅構内へつながる入出庫線は、開業後暫くの間は単線となっていた。そのため、入出庫線内で車両故障などが発生した場合に、車両の入出庫ができず大規模な輸送障害となる恐れが高いことから、そのリスク低減のために、2013年度から入出庫線を複線化する工事が行われ、2017年3月19日から供用開始となった。

### 車体更新場
2017年10月2日、約40億円かけた「車体更新場」を稼働させた。老朽化した車両の大規模修繕を行う。そこに設置された電動シャッターが、最大の水平引きシャッターとしてギネス世界記録に認定された。

## イベント
毎年11月上旬に、「つくばエクスプレスまつり」として一般公開を行っている。その際に基地まで直通する臨時列車が運転される。この列車に乗る場合は、守谷駅まで有効な乗車券が必要であり、PASMOやSuicaなどのICカードは利用できない。また、大半の列車が通常運行されている秋葉原駅 - 守谷駅間の普通列車の基地への（または基地からの）回送を乗客に開放しているものである。基地内には旅客用のホームがないため、ドアカットで一部のドアのみ扱う。
例年同日に、近隣に通っている関東鉄道常総線の水海道車両基地一般公開も行われている。そのため、つくばエクスプレス総合基地と関東鉄道水海道車両基地を往復するバスが運転される。ただし、2015年（平成27年）は同年に発生した関東・東北豪雨による被災のため水海道車両基地の一般公開が中止され、代替措置としてつくばエクスプレスまつりに関東鉄道のPRブースを設けることで対応した。

## 事故
2019年（平成31年）2月28日16時10分ごろ、総合基地内の留置線で列車の過走防護機能の動作確認試験（ORP試験）を行っていたところ、停止位置で止まらずに線路終端の車止めに衝突し、先頭車両が脱線する事故が発生した。